# Консейсан (Рибейра-Гранде)
Консейсан (порт. Conceição) — район (фрегезия) в Португалии, входит в округ Азорские острова. Расположен на острове Сан-Мигел. Является составной частью муниципалитета Рибейра-Гранде. Население составляет 1797 человек на 2001 год. Занимает площадь 12,74 км².